# Aptesis inculta
Aptesis inculta är en stekelart som beskrevs av Henry Keith Townes, Jr. 1962. Aptesis inculta ingår i släktet Aptesis och familjen brokparasitsteklar. Inga underarter finns listade.